# PLUS FC
PLUS FC ist ein Fußballverein aus Kuala Lumpur, Malaysia. Aktuell spielt der Verein in der höchsten Liga des Landes, der Malaysia Super League. Der Verein wurde 2006 gegründet und hat seinen Namen von dem Sponsor und Eigentümer der PLUS Expressway Berhad. Bereits 2007/08, nur ein Jahr nach Gründung, stieg der Verein als Vizemeister der 2. Liga in die Malaysia Super League auf.

## Vereinserfolge

### National
- Malaysia Premier League

Vizemeister und Aufstieg 2008